# Parco nazionale dei Vulcani
Il parco nazionale dei Vulcani (in francese Parc National des Volcans, in inglese Volcanoes National Park) è un parco nazionale del Ruanda nordoccidentale, confinante con il parco nazionale dei Virunga (Congo RD) e il parco nazionale dei Gorilla di Mgahinga in Uganda. Ha una grande importanza scientifica, ambientale e turistica in quanto ospita una delle principali comunità di gorilla di montagna del mondo; fu tra l'altro proprio all'interno di questo parco che operò la celebre zoologa Dian Fossey. All'interno dei confini del parco si trovano cinque degli otto vulcani dei monti Virunga: il Karisimbi, il Bisoke, il Muhabura, il Gahinga e il Sabyinyo. La vegetazione del parco è prevalentemente costituita da foresta pluviale e bambù.

## Storia

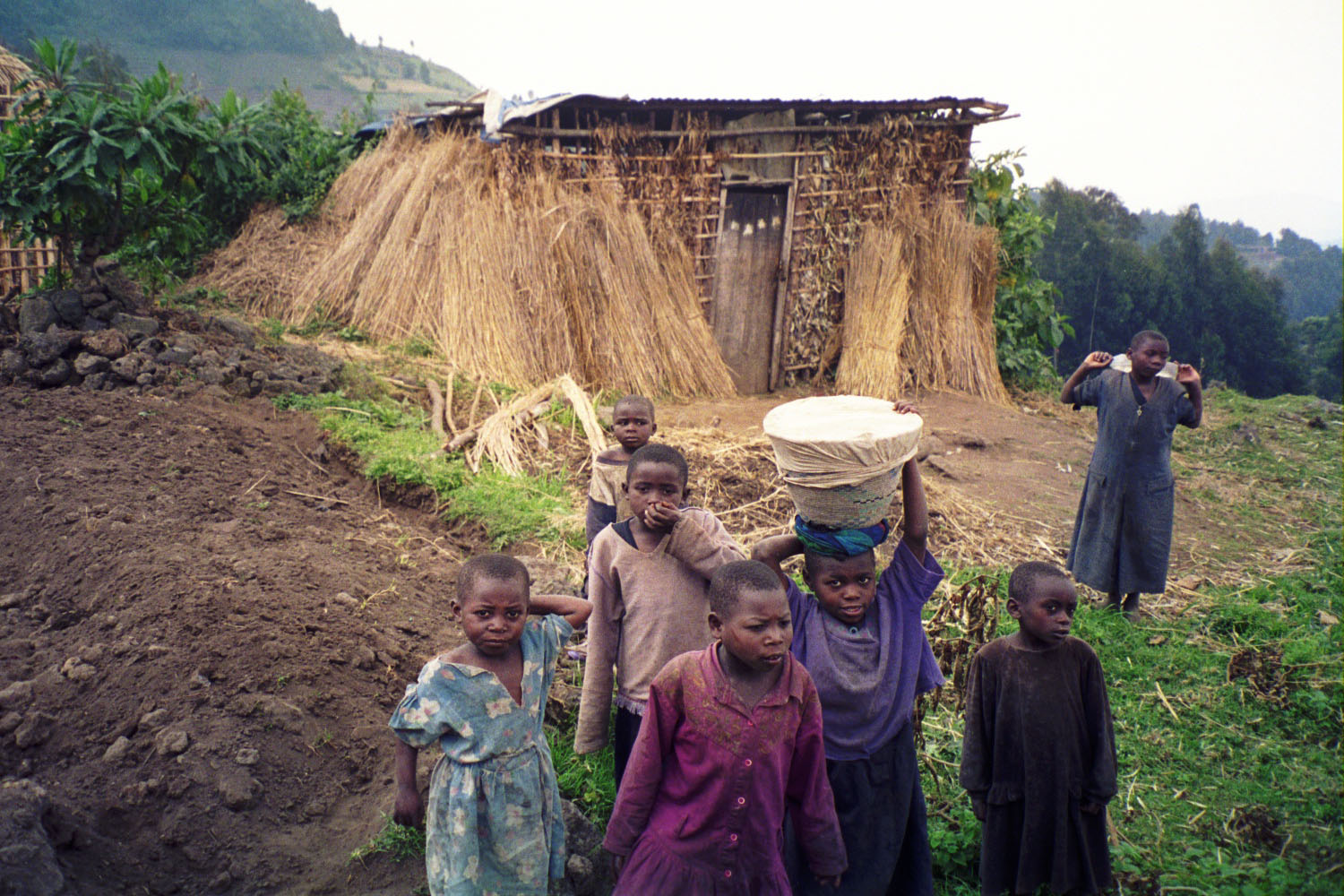
Bambini in una fattoria nei pressi del parco

La prima area protetta da cui il parco si è sviluppato fu istituita nel 1925 allo scopo di proteggere i gorilla dai bracconieri; si trattava del primo parco nazionale dell'Africa, ed era costituita dal territorio compreso fra Karisimbi, Visoke e Mikeno. Nel 1929 i confini del parco furono estesi nell'entroterra ruandese e nel Congo belga; il parco, che aveva raggiunto l'estensione di 8090 km², venne battezzato Albert National Park, sotto l'amministrazione belga.
Con l'indipendenza del Congo RD e del Ruanda (rispettivamente nel 1960 e nel 1962) il parco venne diviso di conseguenza. Il governo del Ruanda decise di mantenere la propria parte del parco come area protetta nonostante la sovrappopolazione fosse uno dei problemi più critici del paese. L'area del parco venne tuttavia dimezzata nel 1969.
Nel parco operarono sia George Schaller che Dian Fossey, i due naturalisti le cui ricerche sui gorilla di montagna rivoluzionarono le conoscenze scientifiche nel settore. La Fossey fondò fra i monti Karisimbi e Visoke il Karisoke Research Centre, che esiste tuttora. Alla Fossey viene attribuito il merito di aver salvato i gorilla dall'estinzione portando i danni creati dal bracconaggio all'attenzione dei media internazionali. La Fossey fu uccisa nel 1985, probabilmente dagli stessi bracconieri che aveva strenuamente combattuto, e fu sepolta nel parco, vicino al suo centro di ricerca.
Durante la guerra civile ruandese il parco fu teatro di combattimenti, e la stessa sede amministrativa fu assaltata nel 1992; tutta l'attività di ricerca e turistica venne sospesa fino al 1999.

## Flora e fauna

### Flora
Il territorio del parco presenta forti variazioni di altitudine (da 2.400 a 4.507 m s.l.m.) e un clima tropicale montano, con precipitazioni annue intorno ai 1.975 mm e temperatura media annua di 9,6 °C. La vegetazione varia considerevolmente in funzione dell'altitudine. Nelle zone più basse sono presenti aeree di foresta montana, che stanno però venendo gradualmente perdute a favore di terreno agricolo.
Fra i 2400 e i 2500 m s.l.m. predomina la foresta di Neoboutonia, che dai 2500 ai 3200 m cede il passo alla foresta di Oldeania alpina (bambù), che copre circa il 30% della superficie totale del parco. Sui versanti più umidi, esposti a sud e a ovest, si trova anche la foresta di Hagenia-Hypericum, che contribuisce a un altro 30% della superficie del parco; in particolare, appartiene a quest'area una delle più grandi foreste di Hagenia abyssinica.
Fra i 3500 e i 4200 m predominano Lobelia wollastonii, Lobelia lanurensis e Senecio erici-rosenii (circa il 25% del parco). Sopra i 4300 m si trova solo prato erboso. Altri tipi di habitat (laghi, paludi, lagune e altro) sono anche presenti nel parco, ma in proporzioni poco significative.

### Fauna
Il parco nazionale dei Vulcani è celebre soprattutto per i gorilla di montagna (Gorilla beringei beringei). Altri mammiferi presenti nel parco includono il cercopiteco dorato, il cefalofo nero, il bufalo, la iena maculata e il tragelafo striato. Sono state classificate nel parco 178 specie di uccelli, fra cui almeno 13 specie e 16 sottospecie endemiche dei monti Virunga e Ruwenzori.

## Turismo
Il parco nazionale dei Vulcani è una delle principali attrazioni turistiche del Ruanda. A causa della vicinanza al confine, viene spesso incluso come meta anche degli itinerari turistici in Uganda. Le attività turistiche del parco, gestite dall'ente del turismo ruandese ORPTN, includono:
- visite guidate ai gorilla - nel parco ci sono quattro comunità di gorilla abituate alla presenza dell'uomo e che quindi possono essere avvicinate. Sono ammessi solo 32 visitatori al giorno, che possono restare con i gorilla per un'ora;
- trekking sul vulcano Karisimbi, con pernottamento a un'altitudine di 3.800 m;
- trekking sul vulcano Bisoke;
- tour dei laghi e delle grotte;
- visita alla tomba di Dian Fossey.

La maggior parte degli introiti ricavati dal turismo nel parco vengono impiegati nella preservazione dell'ambiente del parco stesso, o a progetti di supporto per le comunità rurali dell'area.